# ロミーナ・ラマス
ロミーナ・ラマス（Romina Lamas、女性、1978年8月29日 - ）は、アルゼンチン出身でスペインに帰化した元バレーボール選手。現役時代のポジションはセッター。元スペイン代表。

## 来歴
- クラブチーム

ブエノスアイレス出身。1996年、ブラジルのGrêmio Londrinenseに入団しバレーボール選手としてのキャリアをスタートさせる。1997/98シーズンはイタリアセリエA1のUS Cistellum Cislagoで、1998/99～2シーズンはCentro Ester Napoliプレーした。2000年、スペインリーグの強豪CVテネリフェに入団。チームの正セッターとして活躍し、2003/04～2005/06シーズンの3連覇を含む5度のリーグ制覇と6度のスペインカップ優勝を果たした。2008年、Grupo Murcia 2005へ移籍。2008/09シーズンのリーグ優勝に貢献した。その間にスペインの市民権を獲得した。2010/11シーズンはスペインカップでMVPに選ばれた。その後、産休を経て2012年にフランスリーグのHainaut Volleyへ入団し現役復帰。2013/14シーズンはAguere La Lagunaで、2014/15シーズンはトルコリーグのÇanakkale Belediyesporプレーした。2016年、スペイン2部リーグだったArona Tenerife Surへ移籍。翌シーズンには1部昇格に導き、2017/18シーズンのリーグ3位となった。
- 代表チーム

1999年、アルゼンチン代表に初選出された。同年のワールドカップ、2000年のシドニー五輪世界最終予選、2002年世界選手権では正セッターとして活躍した。2008年、スペインへの帰化に伴いスペイン代表に選出された。2009年の欧州選手権に出場した。

## 球歴
- 世界選手権 - 2002年
- ワールドカップ - 1999年
- 欧州選手権 - 2009年

## 受賞歴
- 2011年　スペインカップ MVP
- 2017年  2016/17スペイン2部リーグ　ベストセッター賞
- 2018年　スペインカップ ベストセッター賞

## 所属クラブ
- Grêmio Londrinense（1996-1997年）
- US Cistellum Cislago（1997-1998年）
- Centro Ester Napoli（1998-2000年）
- CVテネリフェ（2000-2008年）
- Grupo Murcia 2005（2008-2011年）
- Hainaut Volley（2012-2013年）
- Aguere La Laguna（2013-2014年）
- Çanakkale Belediyespor（2014-2015年）
- Aguere La Laguna（2015-2016年）
- Arona Tenerife Sur（2016-2018年）